# Shontayne Hape

a Compétitions nationales et continentales officielles uniquement.

b Matchs officiels uniquement.
Dernière mise à jour le 26 mars 2018.
Shontayne Edward Hape, né le 30 janvier 1981 à Auckland (Nouvelle-Zélande), est un joueur de international néo-zélandais de rugby à XIII puis international anglais de rugby à XV jouant au poste de centre.

## Biographie

### Carrière en rugby à XIII (1999-2008)
Il débute en 1999 sa carrière avec les New Zealand Warriors dans la National Rugby League. À 19 ans, la même année Shontayne Hape joue avec les Junior Kiwis et les Maori de Nouvelle-Zélande. En 2000, il est désigné Rookie of the Year de l'équipe.
Robbie Paul approche Hape pour qu'il s'engage avec les Bradford Bulls pour jouer en European Super League, il rejoint le club en 2003. Aidé à s'installer dans la vie anglaise par Paul et sa femme, Hape ne manque qu'un seul des 35 matchs de la saison 2003, inscrivant 15 essais. Une blessure au genou contractée lors d'un test match international disputé dans le cadre du Tri-nations 2004 le prive de la majeure partie de la saison 2005 jusqu'à la vingt-deuxième rencontre de championnat.
Il gagne de nombreux titres avec Bradford (Super League 2003 et 2005, World Club Challenge 2004 et 2006, Coupe d'Angleterre 2003) et jouit d'une telle popularité qu'il est désigné en août 2007 dans la formation du siècle du club.
En 2004, Shontayne Hape est retenu avec l'équipe de Nouvelle-Zélande de rugby à XIII dans le Tri-nations, remplaçant son coéquipier à l'aile Lesley Vainikolo blessé à un genou. Hape dispute deux matchs du Tri-nations, et une rencontre contre la France.
Shontayne Hape est de nouveau retenu pour le Tri-nations en 2005. En 2006, Hape dispute la rencontre disputée contre la Grande-Bretagne à St Helens.

### Passage en rugby à XV (2008-2013)
Après une carrière réussie en rugby à XIII, il décide de changer de code pour jouer au rugby à XV. En 2008, il s'engage pour un contrat de trois ans avec le club de Bath. Il joue en Coupe d'Europe et en championnat d'Angleterre de rugby à XV.
Il connaît sa première cape internationale le 12 juin 2010 avec l'équipe d'Angleterre de rugby à XV contre l'équipe d'Australie à Perth. Il bénéficie de la résidence sur le sol anglais depuis six années. Il est retenu pour disputer comme titulaire les test-matchs de novembre puis le tournoi des six nations 2011 associé au centre à Mike Tindall.

### Fin de carrière
En février 2013, Shontayne Hape a été contraint de mettre un terme à sa saison en raison de commotions cérébrales à répétition. Son club (MHR - Montpellier Hérault Rugby) avait alors publié un communiqué sur son site Internet, expliquant que le joueur avait besoin d'une mise au repos d'une durée de 3 mois.
Mais le 31 mai 2014, le New Zealand Herald publie une interview dans laquelle Shontayne Hape, resté silencieux depuis, dit avoir décidé de mettre un terme à sa carrière après avoir pris conscience des risques qu'il aurait pu prendre en continuant sa carrière.
L'ancien joueur de Montpellier appelle, toujours dans les colonnes du New Zealand Herald, à un changement des mentalités: "Les fans ont l’habitude de dire "Wow, il est dur". Nous devons changer les mentalités. Les jeunes joueurs ne comprennent pas les risques de jouer avec des commotions cérébrales. La chose la plus dangereuse, c’est que c’est une blessure qui ne se voit pas. L'ignorer est donc facile. Et cela arrive trop souvent".
En janvier 2014, après une phase de déni et une dépression, Shontayne Hape s'est résigné à mettre un terme à sa carrière de rugbyman professionnel pour profiter de sa famille et éviter de perdre la vie sur le terrain, comme ce fut le cas de Willie Halaifonua, joueur de Takapuna, décédé à l'hôpital d'Auckland des suites d'une collision tête contre tête avec un adversaire.

## Vie privée
Shontayne Hape est marié à Liana, une danseuse qui a évolué avec Shaggy, Pink et Natalie Imbruglia. Le couple a trois enfants.
Il emploie ses temps libres comme disc jockey, influencé par des artistes de rap comme Jay-Z et Kanye West. Il évolue sous le nom de scène de DJ Shape. Hape s'est produit à Bath en 2009 pour aider les personnes touchées par le tsunami de 2009 qui a frappé les Samoa.